# 聖マタイと天使 (カラヴァッジョ)
『聖マタイと天使』（せいマタイとてんし、伊: San Matteo e l'angelo、英: Saint Matthew and the Angel）、または『聖マタイの霊感』（せいマタイのれいかん、英: The Inspiration of Saint Matthew）は、17世紀イタリア・バロック期の巨匠ミケランジェロ・メリージ・ダ・カラヴァッジョが1602年にキャンバス上に油彩で制作した絵画である。画家がローマのサン・ルイジ・デイ・フランチェージ教会のコンタレッリ礼拝堂のために描いた聖マタイを主題とする作品のうちの1点で、現在、同礼拝堂中央の祭壇に掛けられている。

## 委嘱

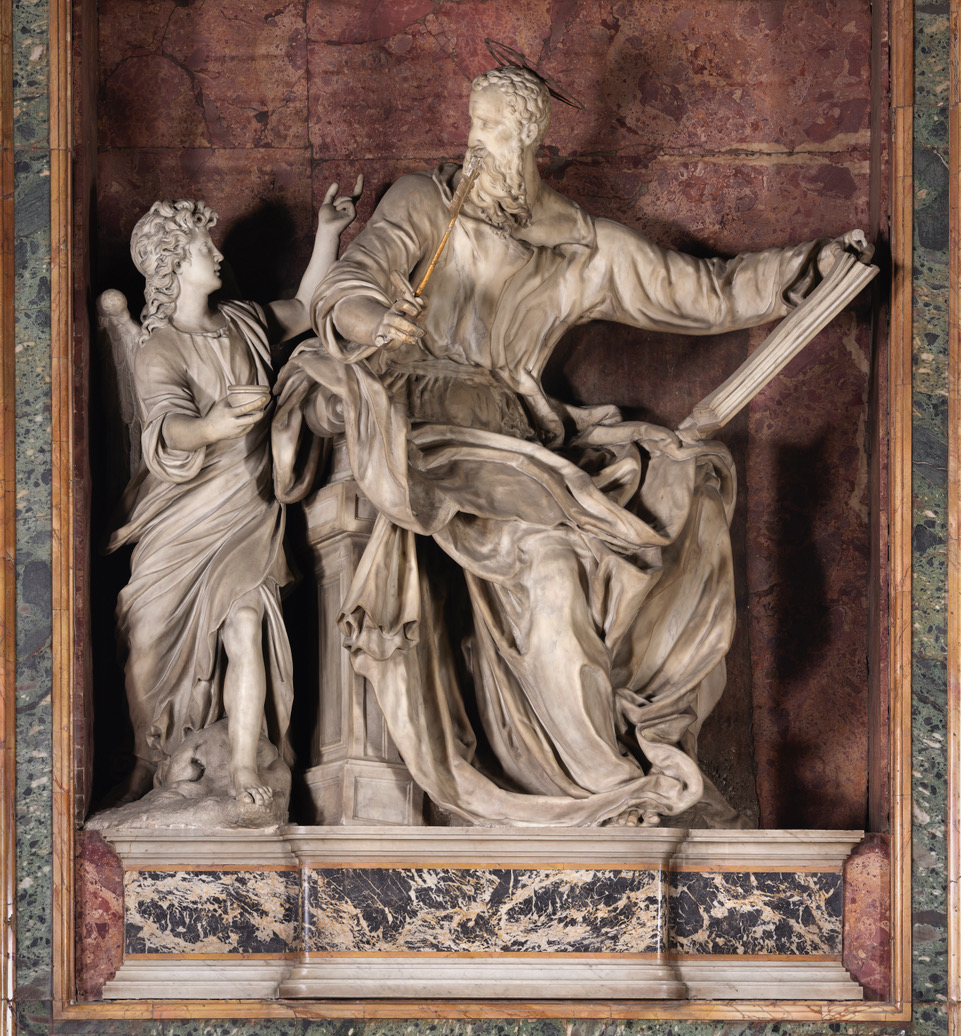
ヤーコプ・コルネリスゾーン・コバールト (Jacob Cornelisz Cobaert) 『聖マタイと天使』 (サンティッシマ・トリニタ・デイ・ペッレグリーニ聖堂、ローマ)。天使はポンペオ・フェルッチが制作した。

カラヴァッジョは、1600-1601年にコンタレッリ礼拝堂の側壁のために『聖マタイの殉教』 (向かって右側) と『聖マタイの召命』 (向かって左側) を描いた。一方、礼拝堂中央の祭壇には、フランドル出身の彫刻家ヤーコプ・コルネリスゾーン・コバールト (Jacob Cornelisz Cobaert) が大理石で『聖マタイと天使』 (現在、サンティッシマ・トリニタ・デイ・ペッレグリーニ聖堂蔵、ローマ) の像を制作することになっていた。しかし、1600年7月にカラヴァッジョの『聖マタイの殉教』 と『聖マタイの召命』が公開された時、コバールトの大理石像は契約から12年以上経過していたにもかかわらず、まだ完成していなかった。それから1年半あまり後の1602年1月30日に、この彫刻は礼拝堂祭壇に設置されたが、貧弱だと見なされ、関係者らの満足を得ることができなかった。その結果、計画が全面的に見直され、コバールトの彫刻の代わりに絵画が設置されることとなったのである。
この時に絵画を委嘱されたのがカラヴァッジョであった。1602年2月7日、カラヴァッジョはジャコモ・クレッシェンツィと『聖マタイと天使』を主題とする祭壇画制作についての契約を結んだが、本来の祭壇の委嘱者マッテオ・コンタレッリの指示書には以下のような記述があった。

本あるいは巻物の、どちらかふさわしいものを持って座る聖マタイは、福音書を書いているか、あるいは書こうと意図しているところで、彼の隣には等身大より大きな天使が立ち、教えを説くか同様の効果があるほかの態度をとっている。

カラヴァッジョの絵画は5月末のペンテコステの日までに納めることになっていたため、3ヵ月あまりで完成したと思われる。しかし、この絵画はクレッシェンツィら関係者の満足が得られなかったらしく拒否され、結局、ヴィンチェンツォ・ジュスティニアーニ枢機卿が購入した。最終的にベルリンのカイザー・フリードリヒ美術館に収蔵されたが、第二次世界大戦の結果、焼失してしまった。

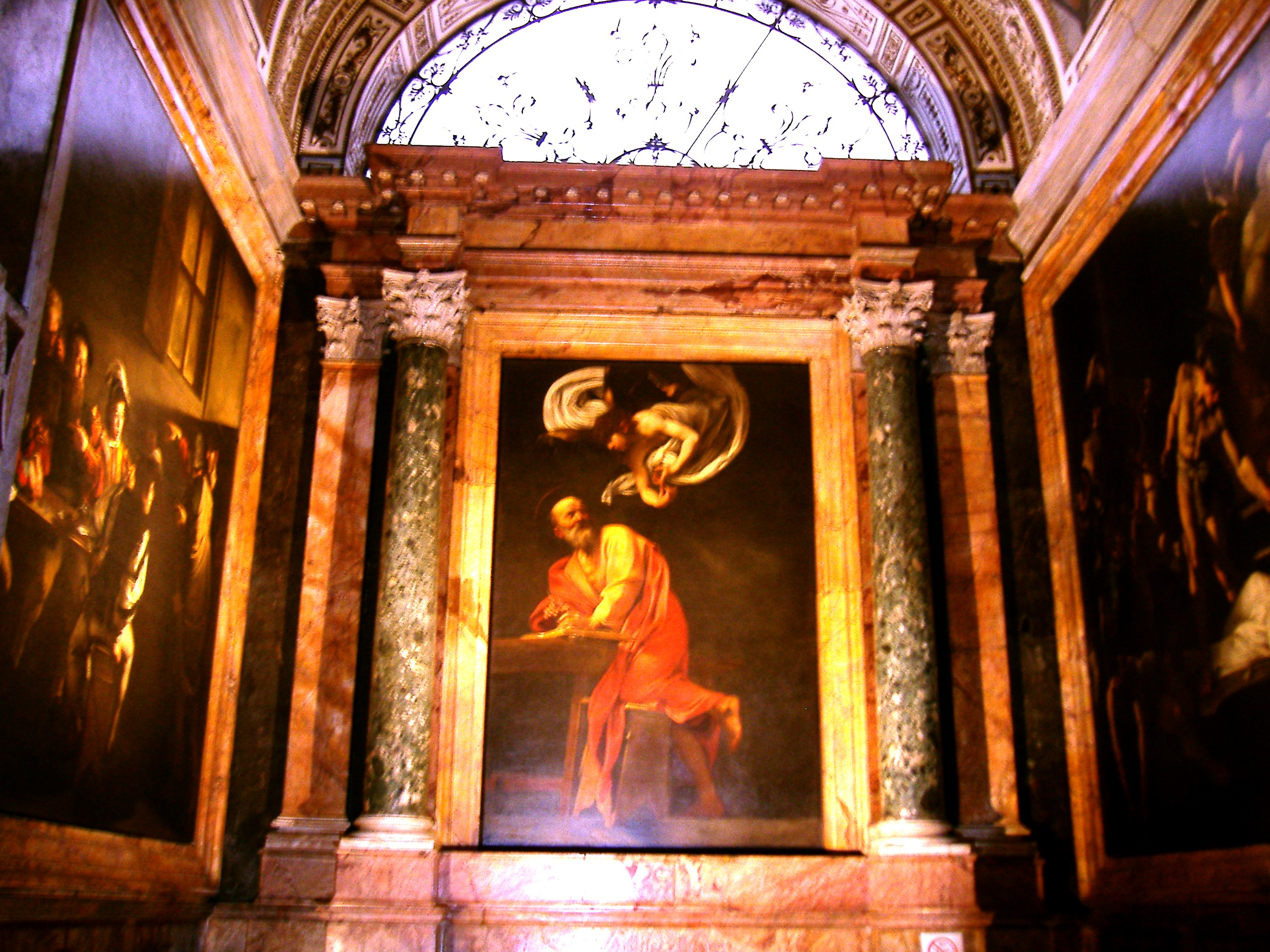
コンタレッリ礼拝堂内部。中央は『聖マタイと天使』、右は『聖マタイの殉教』、左は『聖マタイの召命』

カラヴァッジョと同時代の美術理論家ジョヴァンニ・ピエトロ・ベッローリは、カラヴァッジョの絵画が祭壇から撤去されたのはマタイの描写に「適正さ」が欠如していたからだとし、出来事の次第を記している。

ところがここで、カラヴァッジョを混乱に陥れ、その名声を失墜させるほどの事件が起こった。というのは、中央に置くために聖マタイの絵を完成して、それを祭壇に据えたところ、この人物は脚を組んで座ったり、無作法に人々の前に素足をさらしたりしており、品位もなければ、聖人らしくもないとの理由で、神父らによって取り払われてしまったからである。カラヴァッジョは、聖堂に飾られる最初の作品に対して、このような侮辱を受けたことで、大いに落胆した。けれどもそのとき、ヴィンチェンツォ・ジュスティニアーニ候が彼のために働き、この苦境から救ってくれたのである。すなわち、候は神父たちとの仲介役を買って出、その絵を自ら引き取り、そしてカラヴァッジョには同じ主題でもう1枚、別の絵を描かせたのだ。その絵が、今日祭壇上に見られるものである。

## 作品

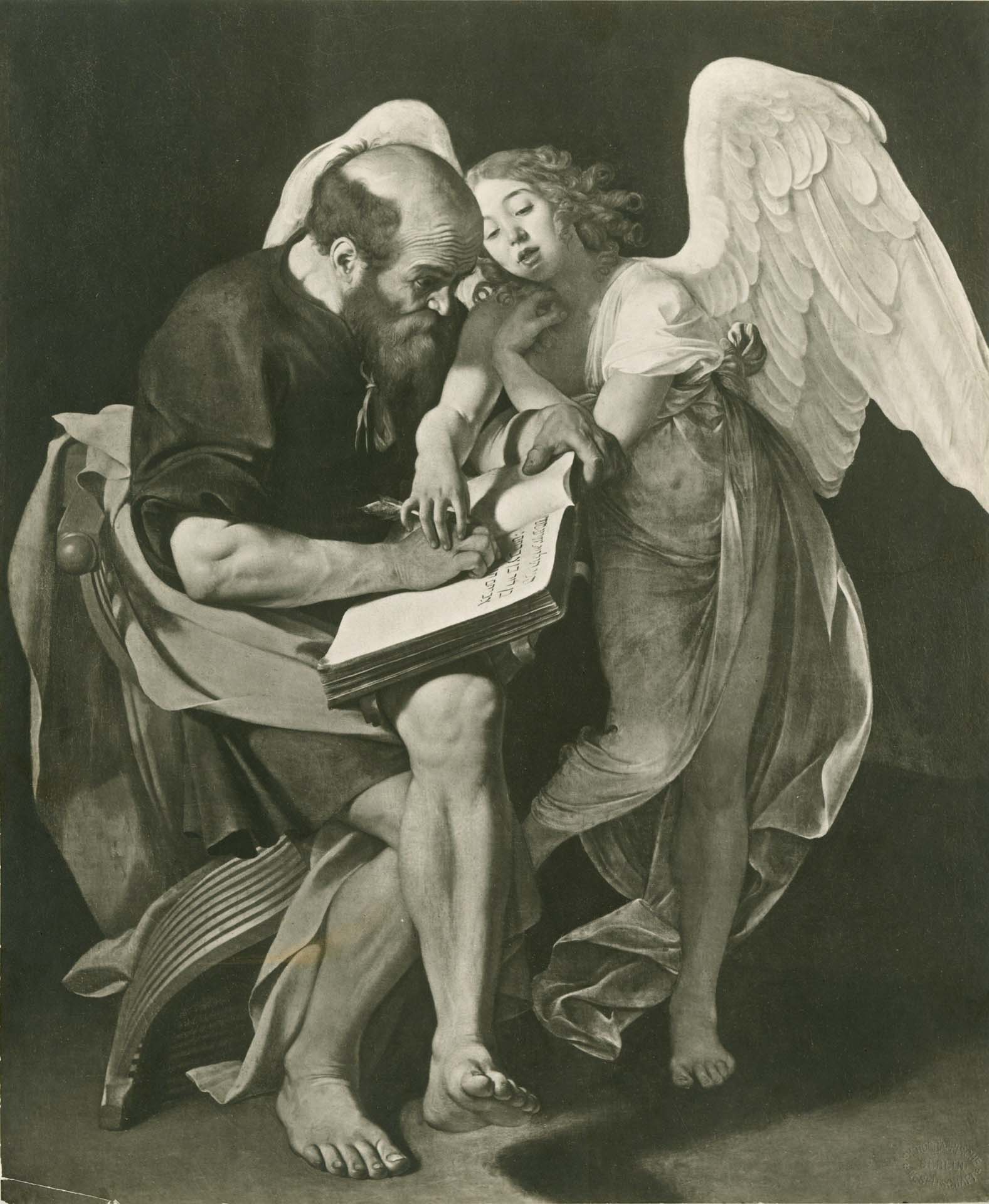
カラヴァッジョ『聖マタイと天使』 (第二次世界大戦の結果、ベルリンで焼失した第1ヴァージョン)

現在、コンタレッリ礼拝堂中央祭壇に見られる絵画は、カラヴァッジョが聖マタイと天使の主題で描きなおした第2ヴァージョンである。ここでは、「椅子に座るマタイの脇に天使が立つ」というコンタレッリが指示した図像から逸脱し、腰掛に片膝をついて立つマタイに中空の天使が霊感を与える、という構図に変えられている。マタイは第1ヴァージョンのように腕や脚をむき出しにした衣装ではなく、オレンジ色の古代風のトーガを身にまとった賢者として表されている。彼はペンをインク壺に浸しながら中空の天使に視線を向け、その言葉に全神経を集中している。マタイが膝を置く腰掛は、段差のあるところから鑑賞者の方に落ちかけている。

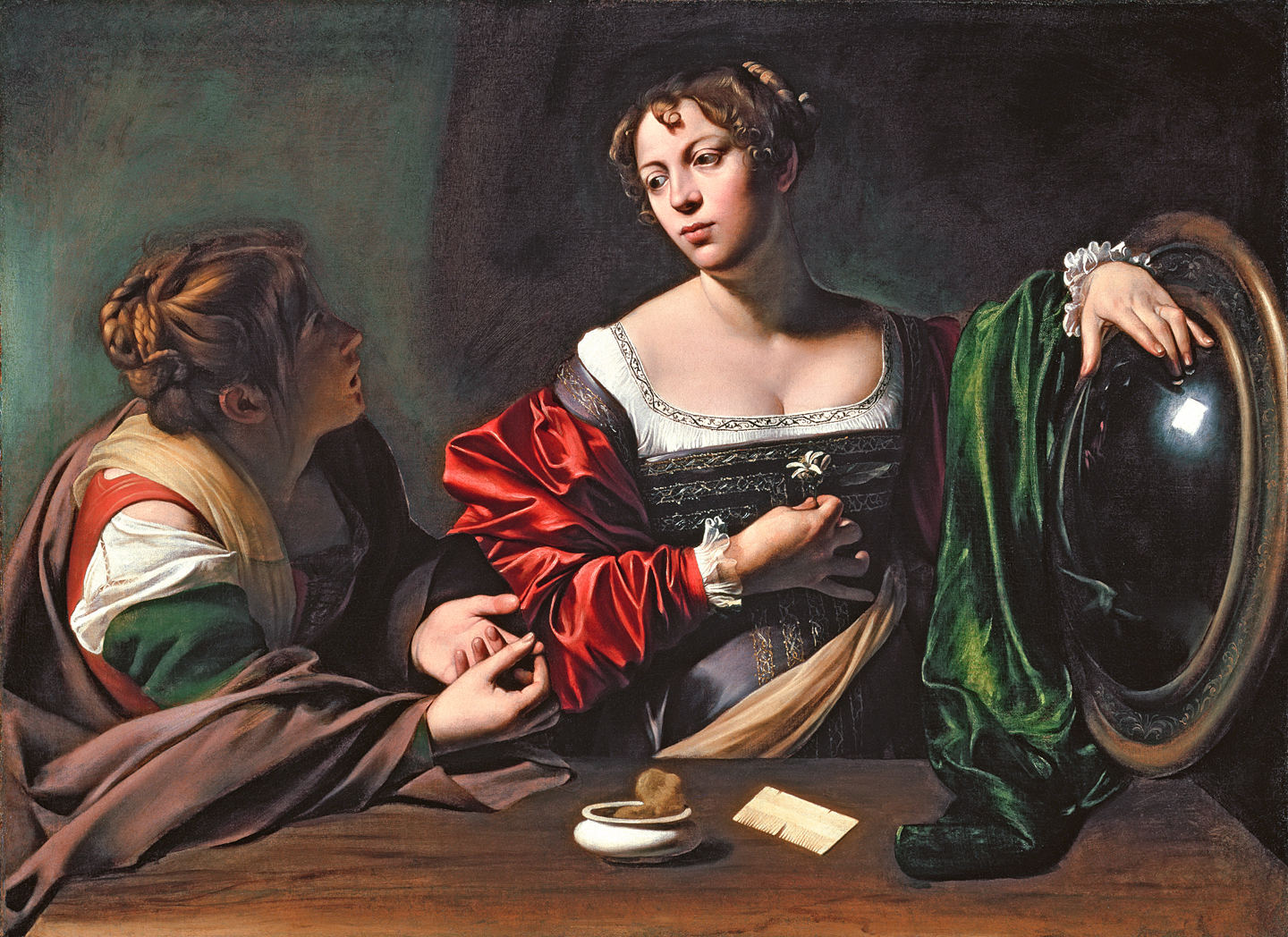
カラヴァッジョ『マルタとマグダラのマリア』 (1598年ごろ)、デトロイト美術館

一方、天使は暗色の翼と白い衣を翻しながら出現し、何かを語りながら左手の人差し指を右手の親指と人差し指でつまむ仕草をしている。この仕草は、カラヴァッジョの『マルタとマグダラのマリア』 (デトロイト美術館) のマルタ (左側) の仕草やラファエロの『アテネの学堂』 (ヴァチカン宮殿、ローマ) のソクラテスと同じである。当時のジェスチャーを集成したジョン・ブルワーの『キロロギア』 (1644年) では、この仕草は「議論する」を意味するとされており、カラヴァッジョの絵画の天使は神の教えを理路整然と説いているということになる。
天から舞い降りた天使が中空から神の言葉や霊感を伝えるという場面は、さまざまな主題で描かれてきた。本作では、天使はマタイのすぐ近くまで迫り、まるでミュージカルの舞台で宙刷りになった役者のように現実感に溢れている。カラヴァッジョは、古い図像に新たな生命を吹き込んだのである。この天使について、研究者のミーア・チノッティ (Mia Cinotti) は「カラヴァッジョのもっとも非凡で近代的な創意の1つ」と讃えている。さらに、縦長の画面が中空の天使の存在によって生かされているのに加え、第1ヴァージョンでは見下ろすような視線を設定していたが、第2ヴァージョンでは下から見上げるように設定されている。祭壇上の作品はかなり高い位置に設置されているため、第2ヴァージョンの方が鑑賞者の現実の視点に合致している。カラヴァッジョは第2ヴァージョンが実際に設置された時により効果的に見えるよう修正したにちがいない。
一般に、第1ヴァージョンの方が革新性に富む傑作で、第2ヴァージョンの本作は教会側の価値観に妥協して描いた、図像も表現も保守的な作品であると見なされることが多い。しかし、研究者の石鍋真澄はそうした見方が正当な評価を妨げているとし、本作をカラヴァッジョの傑作の1つであると見なしている。